# (1191) Alfaterna
Alfaterna és l'asteroide número 1191. Va ser descobert per l'astrònom L. Volta des de l'observatori de Pino Torines (Itàlia), l'11 de febrer de 1931. La seva designació provisional era 1931 CA.